# Харитон Тумбас
Харитон (на гръцки: Χαρίτων) е гръцки духовник, еласонски митрополит на Вселенската патриаршия от 2014 година.

## Биография
Роден е в македонския град Кожани (Козани) под името Христос Тумбас (Χρίστος Τούμπας). Ръкоположен е за дякон в 1996 година, а за презвитер на 8 март 1998 г. Завършва богословие в Солунския университет в 2001 година. Ефимерий е в Еласонската митрополия от 2000 до 2014 година и протосингел в същата митрополия от 2008 до 2014 г. На 29 юни 2014 година е ръкоположен в църквата „Свети Апостол Павел“ в Атина за еласонски митрополит от архиепископ Йероним Атински в съслужение с митрополитите Серафим Стагийски, Яков Митилински, Йосиф Принцовоостровен, Игнатий Лариски, Йеротей Навпактски, Евсевий Самоски, Доротей Сироски, Нектарий Керкирски, Хрисостом Месенски, Георгий Тивански, Атинагор Илийски, Дионисий Закинтски, Кирил Кифисийски, Георгий Китроски, Максим Янински и епископите Гавриил Диавлийски и Антоний Салонски.